# موريس جون ويليس
موريس جون ويليس هو سياسي كندي، ولد في 1900، وتوفي في 10 نوفمبر 1975. انتخب عضو المجلس التشريعي في ساسكاتشوان.